# St. Ignatius (Betzdorf)

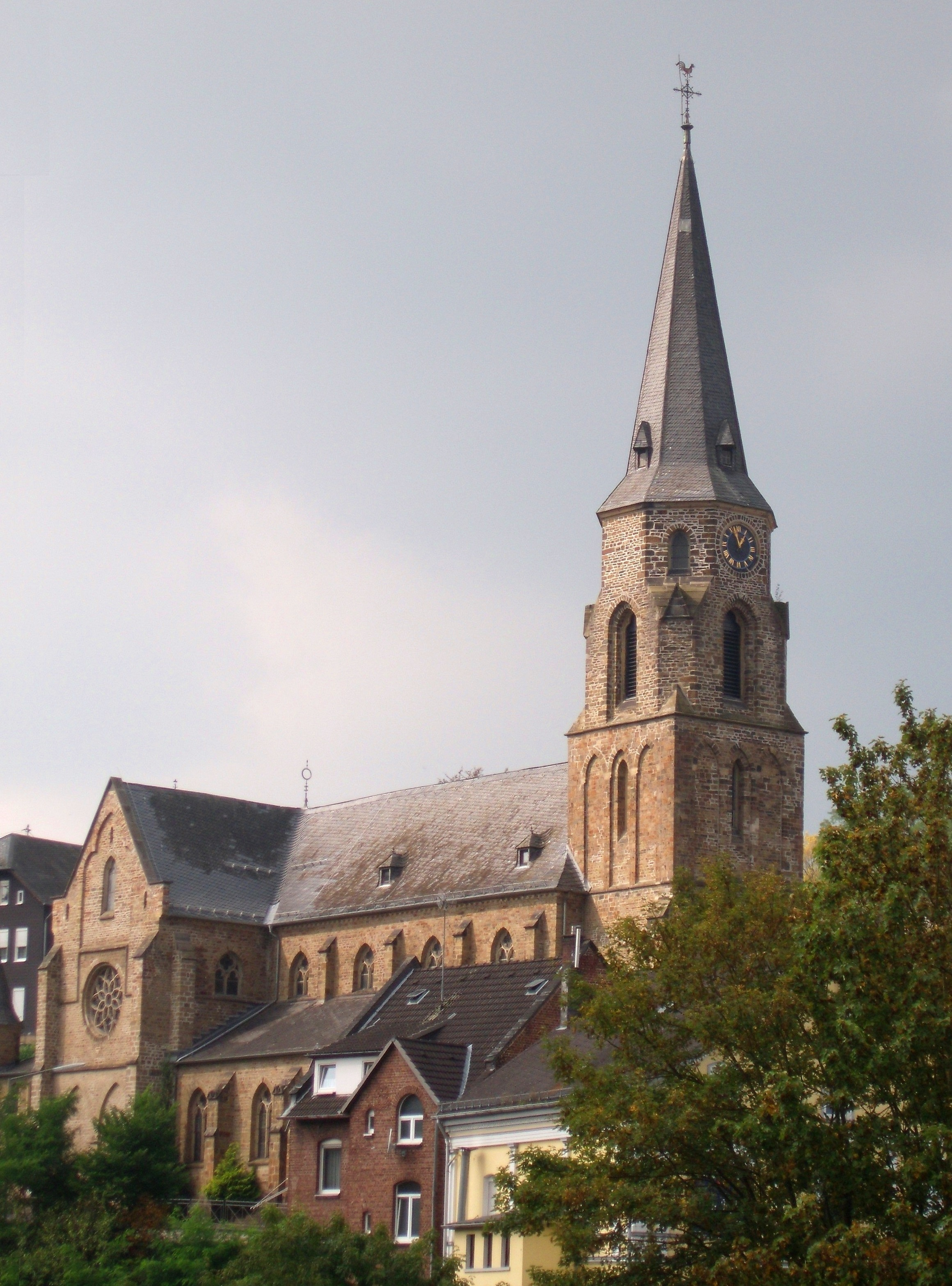
Kirche St. Ignatius von Osten

St. Ignatius ist die katholische Pfarrkirche von Betzdorf im Landkreis Altenkirchen (Westerwald). Sie wurde in den Jahren 1879 bis 1882 nach Plänen von Vincenz Statz als repräsentative neugotische Basilika mit Querhaus erbaut. Das dreischiffige Langhaus mündet in eine polygonale Apsis. Auf der gegenüberliegenden Portalseite erhebt sich der Turm mit spitzem Helm. Im Inneren ist der reiche originale Architektur- und Figurenschmuck vollständig erhalten. Die Oberlinger-Orgel aus dem Jahre 1984 besitzt zwei Manuale und Pedal mit 25 Registern.   
Betzdorf war erst um die Mitte des 19. Jahrhunderts aus einem kleinen Bauerndorf zum Eisenbahnknotenpunkt und Standort von Bahnbetrieben geworden. Für die dadurch rasch angewachsene Bevölkerung wurde der Kirchbau erforderlich. Die Kirchweihe vollzog der Trierer Bischof Michael Felix Korum am 23. Juni 1882. Das Patrozinium des heiligen Ignatius erinnert (ähnlich wie St. Aloisius in Herdorf) an das gegenreformatorische Wirken des Jesuitenordens in dieser Gegend.